# Hakim Transby
Hakim Transby, född 19 oktober 1980 i Stockholm, är en svensk programledare, DJ och underhållare. 
Han inledde sin karriär som en av programledarna på radiostationen The Voice of Hiphop and RnB under mitten av 2000-talet. Åren 2005–2008 ledde han program på TV-kanalen TheVoice-TV parallellt med radion och två av dessa tv-program, Planet Voice och The Voice Top 10, visades även på kanal5 under 2005 och 2006.[källa behövs] År 2008 gick han över som programledare på NRJ. Han arbetade där fram till slutet av 2012 med NRJ Morgon med Knappen & Hakim (radioprogram) tillsammans med Markus "Knappen" Johansson på NRJ.